# Hjalmar Branting
Karl Hjalmar Branting, švedski politik in državnik, nobelovec, * 23. november 1860, † 24. februar 1925.
Je prvi demokratično izvoljeni socialistični predsednik vlade in trikratni predsednik švedske vlade. Skupaj z generalnim sekretarjem Interparlamentarne unije Christanom Langeom je nagrajenec Nobelove nagrade za mir v letu 1921.

## Življenje
Branting je sin profesorja in je celo življenje predan znanosti. Izobraževal se je v Stockholmu in univerzi Uppsala. Sprva se je ukvarjal z matematično astronomijo in je bil celo asistent stockholmskega observatorija. Kasneje je to opustil in se pričel ukvarjati z novinarstvom leta 1884. Postane celo urednik časopisov Tiden  in Social-Demokraten. Kot urednik je dovolil objavo članka še bolj radikalnega socialista Axela Danielssona. Članek je bil razglašen za žaljivega vernikom in njihovim čustvom, oba pa sta bila politično obsojena in zaprta zaradi svetoskrunstva. Branting osebno je bil v zaporu tri mesece leta 1888.
On in August Palm sta leta 1889 bila glavna organizatorja švedske socialdemokratične stranke. Branting je prvi in nekaj časa celo edini predstavnik stranke v švedskem parlamentu.
V zgodnjih letih 20.stoletja je vodil stranko v glasno nasprotovanje vojni Švedske z Norveško. Personalna unija, podobna ureditvi Avstro-Ogrske monarhije, se je pričela krhati zaradi nacionalizma Norveške. Branting je svojo politiko opredelil z geslom: " Roke stran od Norveške, kralj!" in se potegoval za mir z ignoriranjem pozivov nabornikov v vojsko in stavko proti vojni. Vojna je bila preprečena in Branting je s tem pridobil veliko političnih točk.
Hjalmar Branting je kot politik reformistični socialist, ki stremi k mirnem prehodu iz kapitalizma v socializem. Prepričan je bil, da je to dosegljivo z delavci, ki volijo in podpirajo reforme. Podpiral je februarsko revolucijo v Rusiji leta 1917. Zagovarjal je Menjševike in vlado Aleksandra Kerenskega, katerega je celo obiskal v Petrogradu. 
Ko je nastopila oktobrska revolucija v Rusiji, je Branting ni podprl, obsodil je prihod Boljševikov na oblast. S to revolucijo je razpadla tudi Švedska socialdemokratska stranka leta 1917, saj je bilo to pomembno politično vprašanje. Mladinska in revolucionarna gibanja so se ločila od stranke, po nekaj preimenovanjih so se imenovali Švedska komunistična partija. Zeth Höglund, eden ustanoviteljev-upornikov, se kasneje ponovno pridruži socialdemokratom in napiše daljšo biografijo o Hjalmaru Brantingu.
Kot predsednik vlade je pripeljal Švedsko v Ligo narodov in bil aktivni delegat v njej. Z odločitvijo, da Liga narodov odloča o mejnih premislekih o zemlji, ki je ostala brez države po osamosvojitvi in odcepitvi Finske od Rusije. Z Nobelovo nagrado za mir je nagrajen predvsem za svoje delo v Ligi narodov.
Brantingu je posvečen spomenik v Stockholmu.V Goeteborgu je z njegovim imenom označena avtobusna postaja, v Kopenhagnu se po njem imenuje trg.